# 수성구립고산도서관
수성구립고산도서관은 대구광역시 수성구의 도서관이다.

## 연혁
- 2015년 12월 30일 개관

## 시설 현황
- 지하 1층: 시청각실(120석), 보존서고, 전기실, 문화강좌실 4(48석)
- 지상 1층: 어린이자료실(113석), 유아자료실, 스토리텔링룸
- 지상 2층: 종합자료실(160석)
- 지상 3층: 문화강좌실 1(21석), 2(33석), 3(21석)
- 지상 4층: 사무실, 정보통신실, 관장실, 수서실

## 이용 안내
1인 10권에 15일이다. (대구시 공통규정)
상호대차는 1인 5권, 예약은 1인 2권이다.

## 같이 보기
- 수성구립용학도서관
- 수성구립범어도서관